# Ptilodegeeria umbrifera
Ptilodegeeria umbrifera là một loài ruồi trong họ Tachinidae.